# Aminopterin
Aminopterin, 4-amino analog folne kiseline, je antineoplastični lek sa imunosupresivnim osobinama koji se koristi u hemoterapiji. Aminopterin je sintetički derivat pterina. Aminopterin dejstvuje kao inhibitor enzima dihidrofolat reduktaze. Njegov afinitet vezivanja za dihidrofolat reduktazu je dovoljno visok da efektivno blokira tetrahidrofolat sintezu. Ovo rezultuje u iscrpljivanju nukleotid prekurzora i inhibiciji DNK, RNK, i protein sinteze.

## Upotreba
Ovaj lek je otkrio Dr. Yellapragada Subbarao, a prvi je koristio njegovu antifolatnu aktivnost Sidni Farber 1947. da indukuje remisiju kod dece sa leukemijom. Aminopterin je kasnije prodavala kompanija Lederle Laboratories (Pearl River, Njujork) u SAD od 1953 do 1964 za pedijatrijsku leukemiju. Ta kompanije je u toku istog perioda prodavala blisko srodni antifolat metotreksat. Lederle Laboratories je zatim obustavila prodaju aminopterina u korist metotreksata zbog proizvodnih razloga. Aminopterin je u toku svog tržišnog veka korišćen i za tretman psorijaze u SAD. Ovaj lek je doveo do dramatičnog čišćenja lezija.
Upotreba aminopterina u tretmanu raka je zamenjena 1950-tih godina metotreksatom zbog boljeg terapeutskog indeksa metotreksata. Nedavno je došlo do obnavljanja interesa u aminopterin, tako da su u toku klinička ispitivanja sa ciljom suzbijanja leukemije.
Ovo jedinjenje je bilo istraženo kao abortifacijent 1960-tih i ranije, ali je bilo asocirano sa kongenitalnim malformacijama. Slične kongenitalne abnormalije su bile dokumentovane sa metotreksatom, i kolektivno njihovi teratogeni efekti su postali poznati kao fetalni aminopterin sindrom. Kad se slični klaster abnormalija javi u odsustvu izlaganja antifolatima on se opisuje kao aminopterinu-sličan sindrom bez aminopterina.
Postoji izvesna doza kontroverzije po pitanju upotrebe aminopterina za kontrolu glodara. Ne postoji evidencija da je on bio korišćen u tu svrhu. Priprema ovoj molekula je kompleksna i skupa. Osim toga on je nestabilan u otvorenoj sredini, i razlaže se pod uticajem svetlosti i toplote. Najniža letalna oralna doza aminopterina za pacove je 2.5 mg/kg.
Aminopterin i metotreksat su široko korišćeni u selekciji medija (kao što je HAT medijum) za ćelijske kulture.

## Literatura
1. ↑   уреди
2. ↑  Evan E. Bolton; Yanli Wang; Paul A. Thiessen; Stephen H. Bryant (2008). „Chapter 12 PubChem: Integrated Platform of Small Molecules and Biological Activities”. Annual Reports in Computational Chemistry. 4: 217—241. doi:10.1016/S1574-1400(08)00012-1.
3. ↑  „Who was Sidney Farber, MD?”. Dana-Farber Cancer Institute. Архивирано из оригинала 07. 02. 2007. г. Приступљено 5. 2. 2007.
4. ↑  Farber S, Diamond LK, Mercer RD, Sylvester RF, Wolff JA (1948). „Temporary remissions in acute leukemia in children produced by folic acid antagonist, 4-Aminopteroyl-glutamic acid (Aminopterin)”. N Engl J Med. 238 (787): 787—93.
5. ↑  Rees, R. B.; J. H. Bennett (1964). „Aminopterin for psoriasis: A decade's observation.”. The Archives of Dermatology. 90: 544.
6. ↑  Goldin, A.; J. M. Venditti (1955). „A quantitative comparison of the antileukemic effectiveness of two folic acid antagonists in mice”. J Natl Cancer Inst. 15 (6): 1657—1664.
7. ↑  Cole, Peter D.; Smith, AK; Cate, S; Larson, RA; Hawkins, DS; Holcenberg, J; Kelly, K; Kamen, BA (15. 11. 2005). „Phase II Trial of Oral Aminopterin for Adults and Children with Refractory Acute Leukemia”. Clinical Cancer Research. 11 (22): 8089—8096. PMID 16299240. doi:10.1158/1078-0432.CCR-05-0355.
8. ↑  Emerson D (1962). „Congenital malformation due to attempted abortion with aminopterin”. American Journal of Obstetrics and Gynecology. 84: 356—357. PMID 13890101.
9. ↑  „Multiple Congenital Anomaly/Mental Retardation (MCA/MR) Syndromes: Fetal aminopterin syndrome”. United States National Library of Medicine. Приступљено 26. 03. 2007.
10. ↑  
„No Aminopterin in Tissues of Animals Killed by Recalled Pet Food”. PRNewsWire. 30. 3. 2007. Приступљено 14. 04. 2007.
11. ↑  States Patent2,575,168. United States Patent 2,575,168., Alfred L. Franklin, "Rodenticide comprising 4-amino-pteroylglutamic acid.", published 13. 11. 1951,  assigned to American Cyanamid Company, New York, NY.
12. ↑  „EPA Chemical Profile: Aminopterin”. United States Environmental Protection Agency. 31. 10. 1985. Архивирано из оригинала 07. 07. 2007. г. Приступљено 23. 03. 2007.